# Casa Ramon Llivina
La Casa Ramon Llivina és una obra noucentista de Cardedeu (Vallès Oriental) inclosa a l'Inventari del Patrimoni Arquitectònic de Catalunya.

## Descripció
Habitatge entre mitgeres amb planta baixa i golfes. Coberta a dues vessants. El capcer de la façana és una terrassa amb una part de reixa amb dues boles, una a cada costat de la casa. Té sòcol de pedra baix, arrebossat a la façana i ceràmica verd i blava a la planta baixa i rimer pis. La façana és asimètrica, i totes les obertures tenen de llinda plana i en diferents formes: finestra balconera al primer pis i finestres petites alienades a les golfes, aquestes sense guardapols. A la resta hi ha guardapols pla geomatitzant i una dovella com a clau a la porta d'accés. L'estil pertany a l'última època de Raspall.